# John Wordsworth
John Wordsworth (1843–1911) est un prélat anglais et un érudit classique. Il est professeur Oriel d'interprétation des Saintes Écritures à l'Université d'Oxford de 1883 à 1885 et évêque de Salisbury de 1885 à 1911.

## Biographie
Il est né à Harrow on the Hill, du révérend (plus tard très révérend) Christopher Wordsworth, neveu du poète William Wordsworth. Il est né dans une famille cléricale : son père est évêque de Lincoln, son oncle, le très révérend Charles Wordsworth, évêque de Saint Andrews, Dunkeld et Dunblane, et son grand-père, le révérend Dr Christopher Wordsworth (théologien) a été maître du Trinity College.
John Wordsworth est un enfant précoce, le troisième d'une famille de sept et l'aîné de deux frères. Son frère cadet Christopher (1848–1938) est un érudit liturgique réputé et sa sœur aînée Elizabeth Wordsworth une pionnière de l'enseignement supérieur féminin. Il étudie au Winchester College et au New College d'Oxford, où il obtient un premier en modérations classiques (1863) et un second en Literae Humaniores (1865) (MA 1868). Il devient assistant maître au Wellington College en 1866. L'année suivante, il est élu Craven Scholar et Fellow du Brasenose College d'Oxford et est ordonné dans l'Église d'Angleterre. Il est Select Preacher avant l'Université d'Oxford en 1876 et 1888, Grinfield Lecturer sur la Septante en 1876-1878, et Bampton Lecturer en 1881. De 1883 à 1885, il occupe simultanément les postes de professeur Oriel d'interprétation des Saintes Écritures et de membre de l'Oriel College à Oxford, et de chanoine de la Cathédrale de Rochester. Il est nommé prébendier de la Cathédrale de Lincoln en 1870 et prédicateur de Whitehall en 1879.
En 1878, Oxford University Press accepte une proposition de sa part pour la publication d'une édition critique du texte Vulgate du Nouveau Testament, qui devait reproduire, dans la mesure du possible, les paroles exactes de Jérôme. L'entreprise reste en cours le reste de sa vie. En préalable à la publication de fond, certains manuscrits importants sont à partir de 1883 imprimés intégralement dans la série Textes bibliques en vieux-latin. Par la suite, il s'associe à lui-même dans son ouvrage Henry Julian White .
En 1885, à l'âge de 42 ans, il devient évêque de Salisbury.
Trois ans après le début de son mandat à Salisbury, l'évêque John inaugure la Salisbury Church Day School Association. Salisbury a atteint une période de crise éducative et politique et l'Association s'attèle à la tâche de collecter les 14000 £ nécessaires pour construire trois nouvelles écoles primaires et pour ajouter un département des nourrissons à l'école St Thomas existante, pouvant ainsi accueillir 1121 autres enfants. De plus, l'évêque fonde sa propre école au coût de 3 000 £, entièrement à ses frais. Il achète un terrain attenant au palais et commence à construire en 1889. Alors que les travaux de construction s'achèvent, l'évêque ouvre son école en janvier 1890 dans son propre palais, les élèves s'installant dans leur nouveau bâtiment en avril 1890 lors de l'ouverture officielle de la nouvelle école. L'école est connue à l'époque sous le nom de Bishop's School, rebaptisée l'année suivant la mort de l'évêque Bishop Wordsworth's School.
Wordsworth se marie deux fois, d'abord avec Susan Esther Coxe (1870), fille du bibliothécaire bodléien Henry Octavius Coxe, décédée au palais en 1894; puis à Mary Anne Frances Williams (1896). Il a quatre fils et deux filles à son deuxième mariage. L'évêque entreprend trois grandes visites à l'étranger au cours de son épiscopat, la première en Nouvelle-Zélande alors qu'il se remet de la mort de sa première femme, et les autres en Suède en 1909 et en Amérique en 1910. Il meurt au palais le 16 août 1911, travaillant jusqu'à la toute fin.
La devise de l'école – et l'épitaphe de son père – « Veritas in Caritate » lui survit jusqu'à nos jours. John Wordsworth est enterré dans le cimetière de l'église Saint-Pierre de Britford, près de Salisbury.

## Œuvres
- John Wordsworth, Fragments and specimens of early Latin, Oxford, Clarendon Press, 1874 (lire en ligne)
- John Wordsworth, The Oxford critical edition of the Vulgate New Testament, Oxford, 1883 (lire en ligne)
- The Gospel according to St. Matthew, from the St. Germain ms. (g1), now numbered Lat. 11553 in the National Library at Paris, Oxford, Clarendon Press, coll. « Old-Latin Biblical Texts 1 », 1883 (lire en ligne)
- Portions of the Gospels according to St. Mark and St. Matthew, Oxford, Clarendon Press, coll. « Old-Latin Biblical Texts 2 », 1886 (lire en ligne)
- Nouum Testamentum Domini nostri Iesu Christi Latine, secundum editionem sancti Hieronymi, Oxford, Clarendon Press, 1889–1954 (Volume 1, Volume 3)
- Nouum Testamentum Latine, secundum editionem sancti Hieronymi, Oxford, Clarendon Press, 1911 (lire en ligne)